# مقاطعة كوتيناي (أيداهو)
مقاطعة كوتيناي (بالإنجليزية: Kootenai County)‏ هي إحدى مقاطعات ولاية أيداهو في الولايات المتحدة الأمريكية.